# Xosé María Fernández Freixanes
Xosé María Fernández Freixanes, nascido em Pontevedra em 1953, é um pintor galego. É irmão do empresario e escritor Víctor Freixanes.

## Trajectória
Cursou a carreira de Belas Artes na Real Academia de Belas Artes de São Fernando, em Madrid. Foi bolseiro da Deputação de Pontevedra. Vinculou-se a Atlántica, com cujas mostras em Baiona, Compostela e Madrid se deu a conhecer como um dos mais inquietos exemplos da Vanguarda plástica da Galiza.